# Alfredo Nobre da Costa
Alfredo Nobre dona Costa (10 de setembre de 1923 - 4 de febrer de 1996) va ser el primer ministre de l'III Govern Constitucional de Portugal (28 d'agost a 22 de novembre de 1978). A més va formar part del VI Govern Provisional i a l'I Govern Constitucional de Portugal.
Passarà a la història per haver estat el primer a dirigir un govern nomenat pel president (en l'època era Ramalho Eanes), a causa de la inexistència d'una majoria parlamentària estable (l'aliança entre el PS i el CDS que va estar en l'origen de l'II Govern Constitucional, presidit per Mário Soares s'havia frustrat).